# Relayer
Relayer es el séptimo álbum de estudio del grupo británico de rock progresivo Yes, lanzado en 1974 por Atlantic Records.
Es la única grabación de estudio en la que participa el tecladista Patrick Moraz, sustituyendo a Rick Wakeman, quien había abandonado Yes el año anterior.

## Detalles
Después del ambicioso álbum conceptual Tales from Topographic Oceans, Wakeman salió de Yes para proseguir su carrera como solista. La banda audicionó a varios sustitutos potenciales, incluyendo al teclista griego Vangelis, pero terminaron eligiendo al suizo Patrick Moraz como reemplazo con el álbum en plena producción.
Con Relayer, Yes retomó el formato de Close to the Edge (una extensa canción épica en un lado del LP, y dos piezas de nueve minutos en el otro), pero con un estilo musical muy diferente. "The Gates of Delirium" es una composición sofisticada de 20 minutos inspirada en la famosa novela de León Tolstói Guerra y Paz. La pieza es un soberbio óleo que expone en 3 partes los elementos del conflicto bélico, con arreglos musicales que grafican escenas de batalla. La exposición temática de Anderson es seguida de una sección instrumental en la cual puede oírse la guitarra de Howe emulando musicalmente la pirotecnia bélica mientras el bajo de Squire . 
Relayer constituye una obra única en el rock e instrumentalmente adelantada a su tiempo, tanto por la imaginería de la guitarra como por el uso instrumental del bajo como una voz rítmica y melódica impresionista, en un estilo que posteriormente fue seguido por diversos grupos, entre ellos Dream Teather. Al mismo tiempo, la técnica compositiva que subyace a esta obra requiere un acabado cuyo proceso es sumamente complejo. Luego, a la par del trabajo instrumental, la sección final -"Soon"- constituye el perfecto cierre emotivo de la pieza, a la vez de haberse convertido en un clásico en sí misma de la banda. En efecto, esta sección final de la obra en la que la agresividad de los primeros 16 minutos es sustituida repentinamente por una melodía suave y letras sobre paz, fue lanzada en los Estados Unidos como un sencillo titulado "Soon" a principios de 1975. 
"Sound Chaser" es una pieza mayormente instrumental y cercana al jazz fusión de esa época , que remite al trabajo de grupos como Return to forever. "To Be Over" es la canción más tranquila del álbum, con arreglos complejos de guitarra y sitar.
La complejidad musical de "The Gates of Delirium" no fue comprendida en su momento, lo que se evidencia en las ambiguas críticas de algunos medios: la reacción de la crítica hacia Relayer fue relativamente tibia, después de la controversia levantada por su predecesor. Sin embargo, el disco fue un éxito comercial, alcanzando el puesto #4 en las listas de popularidad del Reino Unido y el #5 en Estados Unidos.
Es curioso que actualmente se comprenda mejor esta obra, tanto por su innovación, la libertad musical que profesa, el virtuosismo y, por sobre todo, la forma en que el contenido es desarrollado comunitariamente. Relayer sigue siendo un hito y una referencia obligada de muchos músicos actuales del progresivo, del heavy metal y del metal progresivo, lo cual nos señala que en efecto se trata de una obra maestra tardíamente reconocida.   
El arte de tapa fue realizado por Roger Dean, quien creó un formato de portada similar al de Fragile, con dos pinturas adicionales y una fotografía de la banda en el interior.

## Lista de canciones
Todos los temas escritos por Yes.
Lado A
1. "The Gates of Delirium" - 21:50

Lado B
1. "Sound Chaser" - 9:26
2. "To Be Over" - 9:06

Bonus tracks 2003
4. "Soon" - 4:18
5. "Sound Chaser" - 3:13
6. "The Gates of Delirium" - 21:16

### Integrantes
- Jon Anderson: vocales
- Chris Squire: bajo, vocales
- Steve Howe: guitarra y vocales
- Patrick Moraz: teclados
- Alan White: batería